# Seward Collins
Seward Bishop Collins (New York, 22 aprile 1899 – New York, 8 dicembre 1952) è stato un editore e sociologo statunitense.
È noto per essere stato un simpatizzante dei regimi fascisti.

## Biografia
A seguito della laurea ottenuta all'Università di Princeton nel 1926, Seward Collins si inserì nell'ambiente letterario di New York, vivendo da bohème. In questo periodo, venne in contatto con molti giganti letterari del suo tempo, ebbe una relazione con Dorothy Parker, ed accumulò un'ampia collezione di letteratura osé nella sua libreria, The American Review Bookshop di New York. Nel 1936 si sposò con Dorothea Brande.
Uomo profondamente anticonformista, Collins diresse due riviste letterarie: The Bookman (1927-1933) e la celebre The American Review (1933-1937). Inizialmente influenzato dagli scritti di carattere umanista, tra cui quelli di Paul Elmer More e Irving Babbitt, alla fine degli anni venti dal liberalismo di sinistra si spostò su posizioni prossime al fascismo. Attraverso The American Review, cercò di stimolare una forma americana di fascismo e lodò esplicitamente l'operato di Benito Mussolini e Adolf Hitler. In un articolo intitolato "Monarchia Alternativa" (Monarch as Alternative), apparso in prima pagina nel 1933, attaccò sia il capitalismo che il comunismo, lanciando l'idea di una "Nuova Monarchia", preposta al bene comune e opposta alle subdole macchinazioni di capitalisti e comunisti. In particolare, Collins vide in Hitler il salvatore dalla minaccia bolscevica. Nel 1936 in un'intervista concessa a Grace Lumpkin per un periodico filo-comunista dichiarò:
The American Review ospitò importanti articoli di critica letteraria e collaborò con i cosiddetti "Southern Agrarians", un gruppo di scrittori ruralisti. Alcuni di loro, entrati in contrasto con Collins, abbandonarono la collaborazione. Tuttavia, la rivista fu una vetrina importante per il movimento. Uno degli scrittori del gruppo, Allen Tate, scrisse un libello antifascista per la rivista liberal The New Republic. Nonostante ciò, rimase in contatto con Collins, continuando a pubblicare in The American Review fino alla sua morte, nel 1937. Oltre ad articoli di stampo fascista e di critica alla modernità, la rivista di Seward Collins divenne anche un veicolo di diffusione delle idee distributiste, sostenute da G. K. Chesterton e Hilaire Belloc. 
Nel corso degli anni '30 Collins e sua moglie (che si riteneva una medium) furono coinvolti attivamente in esperimenti relativi ai fenomeni psichici, insieme a personaggi come W.H. Salter, Theodore Besterman e Henry Sidgwick, i quali vennero in collegamento anche con la Società per la ricerca psichica di Londra. 
Seward Collins viene oggi ricordato come un editore e sociologo fascista, anticapitalista ed anticomunista. Il suo saggio Monarch as Alternative è stato ripubblicato nel 2003 in una raccolta di saggi della New York University Press, intitolata "Conservatism in America Since 1930". Una biografia del 2005 sostiene che Collins fosse, in realtà, più un distributista che un fascista in senso stretto.